# رودینو (شهرستان شیپونوفسکی، سرزمین آلتای)
رودینو (به لاتین: Rodino) یک منطقهٔ مسکونی در روسیه است که در سرزمین آلتای واقع شده‌است.